# Чернушка (растение)
Черну́шка (лат. Nigélla), или Черну́ха, или Ниге́лла — род травянистых растений семейства Лютиковые, распространённых в Западной Европе, Северной Африке и Западной Азии. Около 25 видов, из которых 10—11 встречаются на территории России и сопредельных стран.

## Ботаническое описание

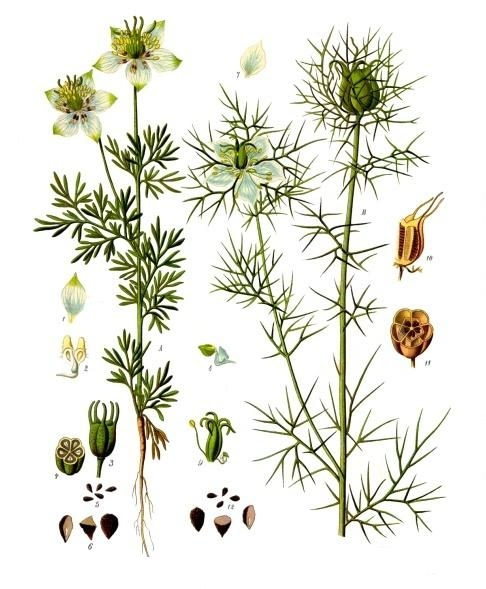
Чернушка посевная и Чернушка дамасская.

Представители рода — однолетние травянистые растения, достигающие в высоту 30—60 см.
Стебли прямые, ветвистые.
Листья — двояко или трояко перисто-рассечённые на тонко-линейные дольки.
Цветки — одиночные, голубоватые; чашечка лепестковидная, из пяти чашелистиков; лепестков 5—8 в виде двугубых образований; тычинок много, пестиков 2—10, более или менее сросшихся между собой.
Плод — многолистовка.

## Хозяйственное значение и использование
Все виды чернушки декоративны; хорошие медоносы.
Семена чернушки посевной, полевой и дамасской содержат до 30—40 % жирного масла.
Чернушка дамасская содержит эфирное масло, которое может быть использовано в парфюмерии.
В листьях чернушки посевной, полевой и дамасской находится до 430 мг% витамина C.
Семена чернушки полевой употребляют в пищу.

## Классификация

### Таксономия
Nigella L., 1753, Sp. Pl. : 534
Род Чернушка относится к семейству Лютиковые (Ranunculaceae) порядка Лютикоцветные (Лютикоцветные). Таксономическая схема в соответствии с Системой APG IV по состоянию на июнь 2024 года:
|  |                                      |  |                                   |                                   |                     |  | ещё 6 семейств |             |              |                                                             |
|  |                                      |  |                                   |                                   |                     |  |                |             |              | 26 подтвержденных видов и 10 видов, ожидающих подтверждения |
|  |                                      |  |                                   | порядок Лютикоцветные             |                     |  |                |             | род Чернушка |                                                             |
|  |                                      |  |                                   | порядок Лютикоцветные             |                     |  |                |             | род Чернушка |                                                             |
|  | отдел Цветковые, или Покрытосеменные |  |                                   |                                   | семейство Лютиковые |  |                |             |              |                                                             |
|  | отдел Цветковые, или Покрытосеменные |  |                                   |                                   |                     |  |                |             |              |                                                             |
|  |                                      |  | ещё 63 порядка цветковых растений | ещё 63 порядка цветковых растений |                     |  |                | ещё 53 рода | ещё 53 рода  |                                                             |
|  |                                      |  |                                   | ещё 63 порядка цветковых растений |                     |  |                |             | ещё 53 рода  |                                                             |

### Виды
- Nigella arvensis L. typus[5] — Чернушка полевая
- Nigella bucharica Schipcz. — Чернушка бухарская
- Nigella carpatha Strid
- Nigella ciliaris DC.
- Nigella damascena L. — Чернушка дамасская
- Nigella degenii Vierh.
- Nigella deserti Boiss.
- Nigella doerfleri Vierh.
- Nigella elata Boiss.
- Nigella fumariaefola Kotschy
- Nigella gallica Jord.
- Nigella hispanica L. — Чернушка испанская
- Nigella icarica Strid
- Nigella integrifolia Regel — Чернушка цельнолистная
- Nigella koyuncui Dönmez & Uğurlu
- Nigella lancifolia Hub.-Mor.
- Nigella nigellastrum (L.) Willk.
- Nigella orientalis L. — Чернушка восточная
- Nigella oxypetala Boiss. — Чернушка остролепестная
- Nigella papillosa G.López
- Nigella sativa L. — Чернушка посевная, или Калинджи
- Nigella segetalis M.Bieb. — Чернушка пашенная
- Nigella stellaris Boiss.
- Nigella stricta Strid
- Nigella turcica Dönmez & Mutlu
- Nigella unguicularis Spenn.

### Синонимы
- Erobathos Spach
- Garidella L.
- Komaroffia Kuntze
- Nigellastrum Heist. ex Fabr.